# 佐敷町 (沖縄県)

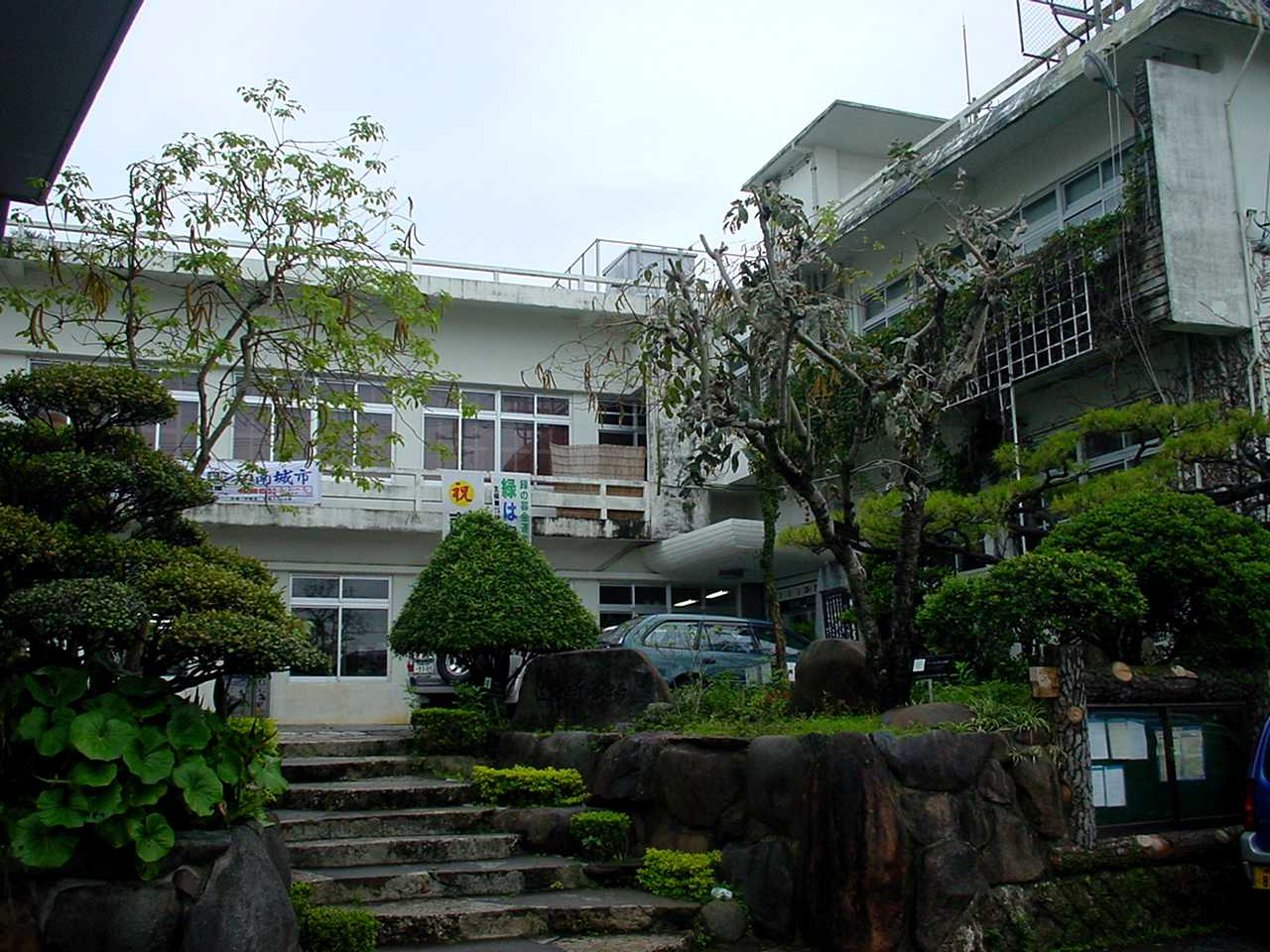
旧・佐敷町役場（現・南城市佐敷庁舎）

佐敷町（さしきちょう）は沖縄本島南部にあった町。
2006年1月に知念村、玉城村、大里村と合併し南城市となり消滅した。町役場は字佐敷に置かれ、合併後は南城市役所佐敷庁舎となった。

## 地理
馬蹄型をなしている。

### 字一覧
- 伊原（いばら）
- 小谷（おこく）
- 兼久（かねく）
- 佐敷（さしき）
- 新開（しんかい）
- 新里（しんざと）
- 津波古（つはこ） - 馬天港があり、佐敷町域内で最も人口の多い字（行政区）
- 手登根（てどこん）
- 仲伊保（なかいほ）
- 冨祖崎（ふそざき）
- 屋比久（やびく）

### 隣接している自治体
- 与那原町（1949年まで大里村）
- 知念村（現在の南城市）
- 大里村（現在の南城市）
- 玉城村（現在の南城市）

## 歴史
- 17世紀中期 - 大里間切から津波古・小谷・新里を編入。
- 1824年5月 - 集中豪雨により長さ約1km、幅約270mの崖崩れが発生[1]。
- 1893年
- 1908年4月1日 - 島嶼町村制施行により佐敷間切が佐敷村となる。
- 1969年から2年間かけて馬天湾内の公有水面が埋め立てられ字新開誕生
- 1979年 - 「つきしろ」の街が行政区となる。
- 1980年6月1日 - 町制施行され佐敷町となる。
- 2006年1月1日 - 玉城村・大里村・知念村と合併し南城市となり、佐敷町消滅。

## 行政
- 町長（最終）・津波元徳（つは げんとく）
（南城市誕生後、市長誕生するまで職務執行者を務めた）

### 行政区
- つきしろ - 昭和50年から字佐敷の丘陵上に造成された住宅地。第一尚氏の守護神名に由来。

## 現在の南城市佐敷地域
合併後、住所は南城市の次に旧村名の「佐敷｣が頭につき「南城市佐敷字○○」となった。字佐敷でも「佐敷字佐敷」となる

### 教育
- 南城市立佐敷中学校
- 南城市立佐敷小学校
- 南城市立馬天小学校
- 南城市立佐敷幼稚園

### 交通
道路
- 国道331号
- 沖縄県道86号南風原知念線（主要地方道）
  - 南部東道路（地域高規格道路・予定）
- 沖縄県道137号佐敷玉城線
- 沖縄県道138号線
- 沖縄県道236号玉城那覇自転車道線（沖縄のみち自転車道）

路線バス
東陽バス、沖縄バスが運行されている。
- 36番・糸満 - 新里線（沖縄バス）
- 37番・那覇 - 新開線（東陽バス）
- 38番・志喜屋線（東陽バス）
- 39番・百名線（沖縄バス）
- 41番・つきしろの街線（沖縄バス）
- 58番・馬天琉大泡瀬線（東陽バス）
- 91番・城間（南風原）線（東陽バス）
- 191番・城間（一日橋）線（東陽バス）

### 主要施設
- シュガーホール（佐敷）
- ウェルサンピア沖縄（沖縄厚生年金休暇センター）（新里）

## 出身有名人
- 尚巴志王：琉球王国建国者
- 津波信一：ローカルタレント
- 西村弥：プロ野球選手（東北楽天ゴールデンイーグルス）
- ボーカル：ピン芸人
- 与那覇未来：プロゴルファー